# Granica (Varsovie-ouest)
Pour les articles homonymes, voir Granica.
Granica [ɡraˈnit͡sa] est un village polonais, situé dans la gmina de Kampinos, dans la Powiat de Varsovie-ouest et la voïvodie de Mazovie dans le centre-est de la Pologne.
Il se situe à environ 3 kilomètres au nord-ouest de Kampinos, 27 kilomètres à l'ouest d'Ożarów Mazowiecki et à 40 kilomètres à l'ouest de Varsovie.
Le village a une population de 25 habitants en 2000.